# Unione Sportiva Vezio Parducci Viareggio 1930-1931
Questa voce raccoglie le informazioni riguardanti l'Unione Sportiva Vezio Parducci Viareggio nelle competizioni ufficiali della stagione 1930-1931.

## Stagione
5ª edizione del terzo livello del campionato italiano di calcio. 

## Rosa
| N. |                   | Ruolo | Calciatore           |
| -- | ----------------- | ----- | -------------------- |
|    | Italia (bandiera) | C     | Giovanni Bertuccelli |
|    | Italia (bandiera) | C     | Lisandro Bertuccelli |
|    | Italia (bandiera) | C     | Carlo Biagi          |
|    | Italia (bandiera) | C     | Leone Della Latta    |
|    | Italia (bandiera) | A     | Antonio Giordani     |
|    | Italia (bandiera) | A     | Salvatore Giorgetti  |
|    | Italia (bandiera) | A     | Gino Lemmetti        |
|    | Italia (bandiera) | D     | Edgardo Marchetti    |
|    | Italia (bandiera) | D     | Renato Pasquinucci   |

| N. |                   | Ruolo | Calciatore          |
| -- | ----------------- | ----- | ------------------- |
|    | Italia (bandiera) | D     | Giuseppe Puccioni   |
|    | Italia (bandiera) | A     | Guglielmo Repetto   |
|    | Italia (bandiera) | D     | Euro Riparbelli     |
|    | Italia (bandiera) | A     | Bruno Rosellini     |
|    | Italia (bandiera) | C     | Libero Simonetti    |
|    | Italia (bandiera) | C     | Mameli Viani (I)    |
|    | Italia (bandiera) | D     | Giacomo Zappelli    |
|    | Italia (bandiera) | P     | Pietro Zappelli (I) |